# Лерьеон
Лерьеон (швед. Lärjeån) — река в Швеции, приток Гёта-Эльва. Протекает по территории лена Вестра-Гёталанд. Длина реки — 32 км. Площадь водосборного бассейна составляет, по разным данным, 112 км², 112,7 км², 113 км².
4 % площади водосбора занято озёрами.
Река извилиста, имеет спокойное течение. Протекает по долине с крутыми берегами, местами достигающими 20 м высоты.
Средний расход воды в Лерьехольме, около устья, равен 1,7 м³/с, меняясь в среднем в течение года от 0,1 м³/с (по другим данным — 0,05 м³/с) до 9 м³/с.
Воды реки загрязнены сточными водами и смывами с полей